# Linfogranuloma venéreo
El linfogranuloma venéreo (o granuloma venéreo) es una infección de transmisión sexual causada por los serotipos invasivos L1, L2, o L3 de la bacteria Chlamydia trachomatis; los primeros síntomas se presentan de los 3 a 12 días después del contagio y aparece una ampolla indolora, que se convierte en una úlcera, es curable tan rápido que puede pasar inadvertida. Luego los ganglios linfáticos de la ingle aumentan de tamaño y se sensibiliza al tacto.
Fue descrito primero por Wallace en 1833 y nuevamente por Durand, Nicolas, & Favre en 1913.
La enfermedad se caracteriza por ulceraciones indoloras genitales que pueden confundirse con sífilis. Además, van progresando para destruir tejidos internos y externos, con pus y sangre. Es corriente que haya fístulas, abscesos y estenosis. La naturaleza destructiva del linfogranuloma también incrementa el riesgo de sobreinfección por otros microorganismos patógenos.
En las enfermedades de transmisión sexual, es necesario hacer un estudio de contactos y realizar tratamiento a la pareja o parejas sexuales del enfermo.

## Síntomas
En cuanto a los síntomas del LGV pueden comenzar desde unos cuantos días hasta un mes después de entrar en contacto con la bacteria. Los síntomas incluyen:
- Supuración a través de la piel de los ganglios linfáticos inguinales
- Dolor con las deposiciones (tenesmo)
- Úlcera pequeña e indolora en los genitales masculinos o en el tracto genital femenino
- Hinchazón y enrojecimiento de la piel en la zona inguinal
- Hinchazón de los labios (en las mujeres)
- Ganglios linfáticos inguinales inflamados en uno o ambos lados; también puede afectar los ganglios linfáticos alrededor del recto en personas que tienen relaciones sexuales anales
- Pus o sangre del recto (sangre en las heces)

El examen puede incluir:
- Biopsia del ganglio linfático
- Examen de sangre para la bacteria que causa el LGV
- Prueba de laboratorio para detectar clamidia

## Tratamiento
- El tratamiento de elección es: 	Doxiciclina 100 mg c/12 hr VO por 21 días
Opcional: 
-	Tetraciclina 500 mg c/6 hr VO por 21 días

## Pruebas y exámenes
El proveedor de atención médica examinará  al paciente y le hará una serie de preguntas acerca de la historia clínica y los antecedentes sexuales del paciente. 
Un examen físico puede mostrar:
- Una conexión anormal (fístula) con supuración en la zona rectal
- Una úlcera en los genitales
- Supuración a través de la piel desde los ganglios linfáticos inguinales
- Hinchazón de la vulva o labios en las mujeres
- Inflamación de los ganglios linfáticos inguinales (linfadenopatía inguinal)

Este examen puede incluir: